# Бруквілл (Індіана)
Бруквілл (англ. Brookville) — місто (англ. town) в США, в окрузі Франклін штату Індіана. Населення — 2622 особи (2020).

## Географія
Бруквілл розташований за координатами 39°25′24″ пн. ш. 85°0′42″ зх. д. / 39.42333° пн. ш. 85.01167° зх. д. (39.423313, -85.011611).  За даними Бюро перепису населення США в 2010 році місто мало площу 3,99 км², з яких 3,88 км² — суходіл та 0,11 км² — водойми.

## Демографія
Згідно з переписом 2010 року, у місті мешкало 2596 осіб у 1160 домогосподарствах у складі 673 родин. Густота населення становила 650 осіб/км².  Було 1307 помешкань (327/км²).
Расовий склад населення:
| - 97,5 % — білих - 0,3 % — корінних американців - 0,3 % — чорних або афроамериканців - 0,2 % — азіатів |

До двох чи більше рас належало 0,9 %. Частка іспаномовних становила 1,6 % від усіх жителів.
За віковим діапазоном населення розподілялося таким чином: 24,1 % — особи молодші 18 років, 55,7 % — особи у віці 18—64 років, 20,2 % — особи у віці 65 років та старші. Медіана віку мешканця становила 39,6 року. На 100 осіб жіночої статі у місті припадало 87,8 чоловіків;  на 100 жінок у віці від 18 років та старших — 83,2 чоловіків також старших 18 років.
Середній дохід на одне домашнє господарство  становив 43 868 доларів США (медіана — 38 333), а середній дохід на одну сім'ю — 55 812 долари (медіана — 47 361). Медіана доходів становила 37 961 долар для чоловіків та 28 036 доларів для жінок. За межею бідності перебувало 16,0 % осіб, у тому числі 17,8 % дітей у віці до 18 років та 13,9 % осіб у віці 65 років та старших.
Цивільне працевлаштоване населення становило 1169 осіб. Основні галузі зайнятості: освіта, охорона здоров'я та соціальна допомога — 25,3 %, виробництво — 20,8 %, роздрібна торгівля — 13,7 %, мистецтво, розваги та відпочинок — 11,5 %.

## Персоналії
- Льюїс Воллес (1827-1905) — американський юрист, губернатор, генерал армії Півночі під час Громадянської війни у США.